# Premio Postel
El Jonathan B. Postel Service Award o Premio Postel es un premio nombrado por Jon Postel. Se entrega el premio cada año desde 1999 por la Internet Society para "honrar una persona quien ha hecho contribuciones extraordinarias en servicio a la comunidad de la comunicación de datos".
El primer ganador del premio fue Jon Postel sí mismo (póstumo).
El premio fue creado por Vint Cerf como presidente de la Internet Society y se anunció en "Me acuerdo de IANA", publicado como RFC.

## Ganadores
| Año  | Premiado                                                |
| ---- | ------------------------------------------------------- |
| 2018 | Steven G. Huter                                         |
| 2017 | Kimberly C. Klaffy                                      |
| 2016 | Kanchana Kanchanasut                                    |
| 2015 | Rob Blokzijl                                            |
| 2014 | Mahabir Pun                                             |
| 2013 | Elizabeth "Jake" Feinler                                |
| 2012 | Pierre Ouedraogo                                        |
| 2011 | Prof. Kilnam Chon                                       |
| 2010 | Jianping Wu                                             |
| 2009 | CSNET                                                   |
| 2008 | La Fundación Escuela Latinoamericana de Redes (EsLaRed) |
| 2007 | Nii Quaynor                                             |
| 2006 | Bob Braden y Joyce K. Reynolds                          |
| 2005 | Jun Murai                                               |
| 2004 | Phill Gross                                             |
| 2003 | Peter T. Kirstein                                       |
| 2002 | Steve Wolff                                             |
| 2001 | Daniel Karrenberg                                       |
| 2000 | Scott Bradner                                           |
| 1999 | Jon Postel                                              |